# Alhambra (Illinois)
Alhambra – wieś w Stanach Zjednoczonych, w stanie Illinois, w hrabstwie Madison.